# 亚历山大·亚历山德罗维奇·别斯图热夫
亚历山大·亚历山德罗维奇·别斯图热夫（俄語：Алекса́ндр Алекса́ндрович Бесту́жев，1797年11月3日—1837年6月19日），俄国作家，十二月党人。十二月党人起义失败后被流放至高加索地区，其时俄罗斯帝国在当地对切尔克斯人作战。在流放地别斯图热夫化名“马尔林斯基”继续创作。1837年死于一场小型冲突。

## 生平
亚历山大·别斯图热夫出生于一个富有的贵族家庭，接受了良好的教育。父亲一直希望他从军，在申请加入海军失败后，别斯图热夫成为了近卫军的一名龙骑兵。1818年他被提拔为军官，并且兼任几名高级军官的副官。正当前程一片大好时，他加入了十二月党。
他并不像其他十二月党人一样激进，想要在俄国建立共和国，他加入十二月党只是因为一些朋友和几个兄弟加入了十二月党。考虑到情节较轻且之前担任军职，他只在监狱中被关押了一年半，之后被流放至雅库特（现萨哈共和国）。
别斯图热夫向当局申请再次入伍，希望日后能回到过去的生活。1829年他进入第十四猎兵团，并因之后的出色表现被破格提拔为军官。1837年在战死。

## 创作
别斯图热夫自1819年起发表自己的诗作和散文，日后逐渐与普希金、格里鲍耶陀夫、雷列耶夫等文学界人士熟络。在十二月党人起义之前，他是一位十分高产的作家，并在1823年至1824年担任《北极星》杂志的编辑。流放期间别斯图热夫暂时停止了写作，但很快又化名“马尔林斯基”重返文坛。
别斯图热夫在流放地创作的自传性描绘高加索的故事较为人所知，作品多属于浪漫主义。大仲马的高加索游记中采用了他的故事，莱蒙托夫的小说《当代英雄》也受其影响。